# Maiden ja Merien Takaa
Maiden ja Merien Takaa ("Över land och hav") var en finländsk illustrerad tidning, som 1864–maj 1866 utgavs av Julius Krohn. 
Denna första större illustrerade tidning på finska språket fick särskilt genom utgivarens egna uppsatser ett bestående värde. Krohn publicerade där en del av sina Kertomuksia Suomen historiasta ("Berättelser ur finska historien"), vilka senare utkom i bokform och även översattes till svenska. I tidningen påträffas jämväl flera finska översättningar av Fänrik Ståls sägner samt uppsatser rörande finnarnas fornsånger och de finska folkens etnografi, men även samtida företeelser på bildningens och politikens område ute i den övriga världen.